# Teatro Baralt
Le Teatro Baralt (« théâtre Baralt ») est une institution culturelle de Maracaibo au Venezuela qui accueille des représentations de théâtre, des concerts, des spectacles de danse et du cinéma. Elle est nommée d'après Rafael María Baralt (1810-1860), à la fois écrivain, diplomate, philosophe, homme politique, avocat, et poète entre autres. Elle se situe au croisement des voies Avenida 5 et calle 95.
Le Teatro Baralt est connu pour avoir accueilli la première représentation cinématographique du pays le 11 juillet 1886.

## Historique

### Le premier édifice
Un premier édifice est construit à partir du 28 juillet 1877 par l'ingénieur Manuel de Obando sous les ordres du général Rafael Parra del Zulia. Après six ans de travaux, le bâtiment avec sa salle à l'italienne est inauguré le 24 juillet 1883 avec un spectacle de zarzuela intitulé Choza y Palacio interprété par les jeunes filles du collège de l'Immaculée. La salle possède alors une capacité de 400 places. 
En 1896 a lieu la première séance cinématographique du pays.

### Le deuxième et actuel édifice
En 1928, le général Vicente Pérez Soto ordonne la destruction du premier bâtiment et la construction d'un nouvel édifice de plus grande capacité. Ainsi, après quatre années de travaux, l’œuvre de style art déco de l'architecte Jerónimo Hoet est inaugurée le 19 décembre 1932 et possède une capacité de 1 000 places. En 1955 et dès lors, l'institution est administrée par l'université de Zulia.
En 1981, l'édifice est classé Monumento Nacional de Venezuela. En 1986, d'importants travaux de restauration sont entrepris et le théâtre rouvre en 1998. La salle possède désormais une capacité de 683 places.

## Galerie

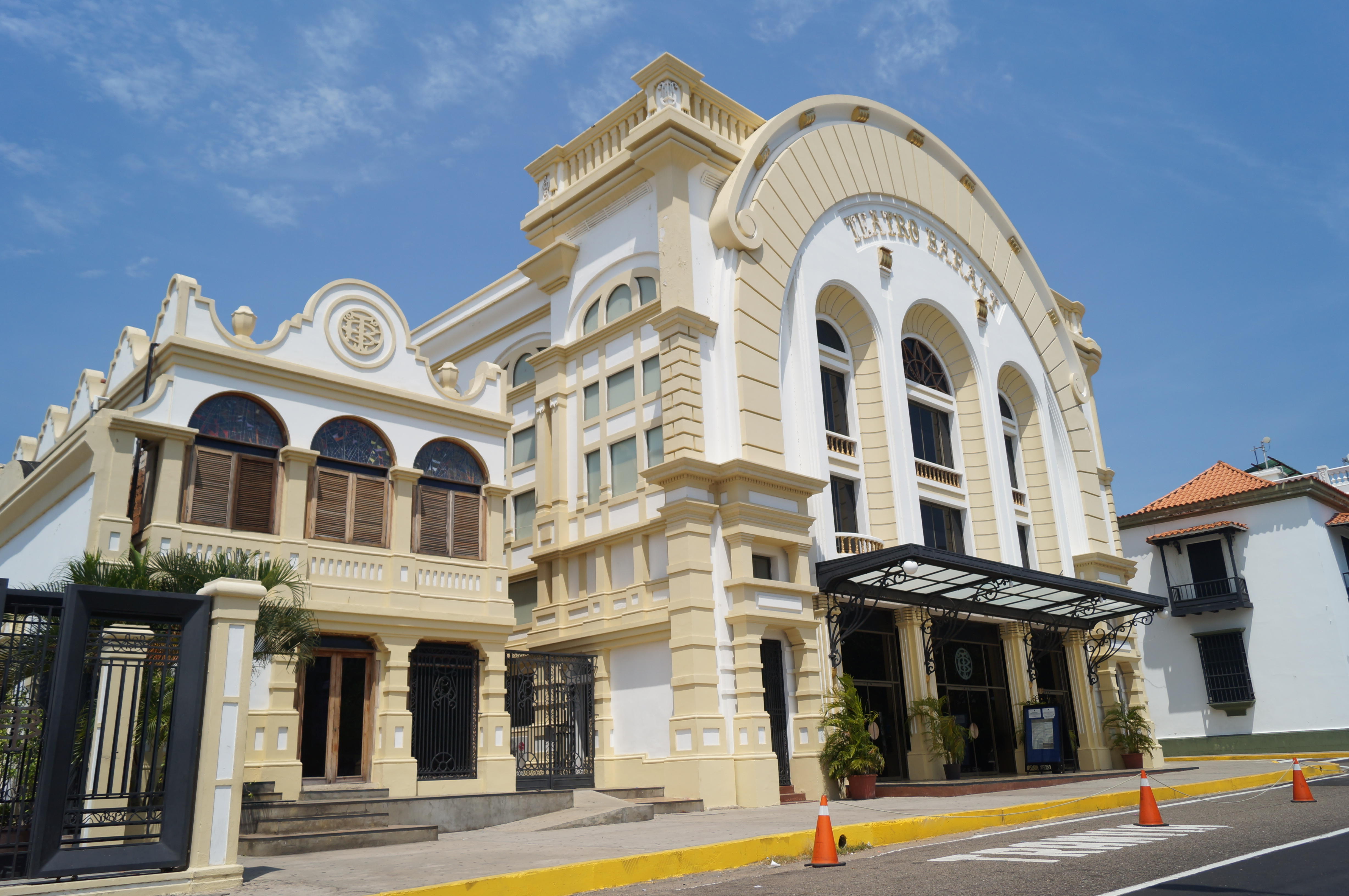
La façade
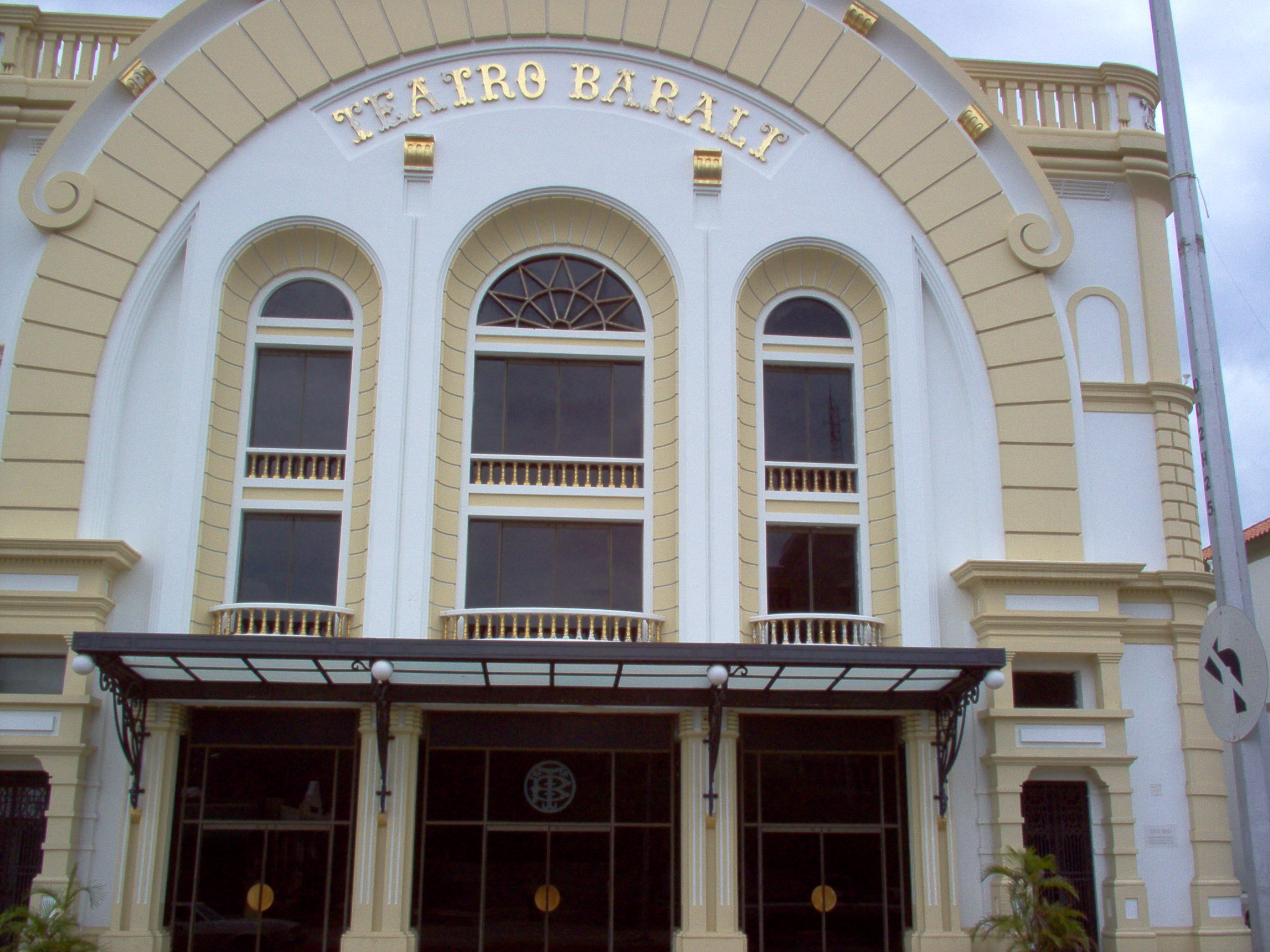
Détail de la façade